# Tore Pedersen
Pour les articles homonymes, voir Pedersen.
Tore Pederen, né le 29 septembre 1969 à Fredrikstad (Norvège), est un footballeur norvégien, qui évoluait au poste de défenseur à l'IFK Göteborg et en équipe de Norvège.
Pederen n'a marqué aucun but lors de ses quarante-cinq sélections avec l'équipe de Norvège entre 1990 et 1999.

## Carrière
- 1987 : Selbak IF
- 1988 : Lillestrøm SK
- 1989 : Fredrikstad FK
- 1990-1992 : IFK Göteborg
- 1993 : SK Brann
- 1993-1994 : Oldham Athletic
- 1994 : SK Brann
- 1994-1995 : Sanfrecce Hiroshima
- 1995 : SK Brann
- 1995-1997 : FC Sankt Pauli
- 1997-1998 : Blackburn Rovers
- 1998-1999 : Eintracht Francfort
- 1999-2001 : Wimbledon FC
- 2001 : Trosvik IF
- 2002-2003 : Fredrikstad FK

## Palmarès

### En équipe nationale
- 45 sélections et 0 but avec l'équipe de Norvège entre 1990 et 1999.

### Avec IFK Göteborg
- Vainqueur du Championnat de Suède de football en 1990 et 1991.
- Vainqueur de la Coupe de Suède de football en 1991.

### Avec Sanfrecce Hiroshima
- Finaliste de la Coupe du Japon de football en 1995.